# 切萨纳布里安扎
切萨纳布里安扎（義大利語：Cesana Brianza）是意大利莱科省的一个市镇。总面积3.42平方公里，人口2336人，人口密度683.0人/平方公里（2009年）。国家统计（ISTAT）代码为097021。